# Пица
Пица — река в России, протекает по Сергачскому и Краснооктябрьскому районам Нижегородской области. Устье реки находится в 108 км по правому берегу реки Пьяна. Длина реки составляет 32 км, площадь водосборного бассейна — 258 км².
Высота устья — 79,0 м над уровнем моря.
Исток реки у села Чернуха (Кечасовский сельсовет Краснооктябрьского района). Река течёт на север по безлесной местности, верховья находятся в Краснооктябрьском районе, среднее и нижнее течение — в Сергачском. В верхнем течении вблизи реки находятся село Пица (Лопатинский сельсовет Сергачского района) и деревня Карга (Ендовищинский сельсовет Краснооктябрьского района), однако в верхнем течении Пица имеет сухое русло, реальный водоток начинается только ниже деревни Карга. Впадает в Пьяну у сёл Чуфарово и Яново.

## Притоки
(указано расстояние от устья)
- 6,2 км: ручей Башкалей (лв)
- 19 км: река Подгорка (в водном реестре — без названия, имеет полностью сухое русло, лв)

## Название
Название реки происходит от эрзянского слова печэ, что означает сосна и указывает на наличие в прошлом вблизи реки сосновых боров.

## Данные водного реестра
По данным государственного водного реестра России относится к Верхневолжскому бассейновому округу, водохозяйственный участок реки — Сура от устья реки Алатырь и до устья, речной подбассейн реки — Сура. Речной бассейн реки — (Верхняя) Волга до Куйбышевского водохранилища (без бассейна Оки).
Код объекта в государственном водном реестре — 08010500412110000039975.